# Arnold's Cove
Arnold's Cove est une ville située sur la péninsule d'Avalon de l'île de Terre-Neuve dans la province de Terre-Neuve-et-Labrador au Canada. La population y était de 1 003 habitants en 2006.

## Histoire
En 1864, il y avait une famille vivant à cet endroit. En 1893, il y avait un bureau de poste. Le premier maître des postes fut Jonathan Boutcher. Arnold's Cove fut incorporé en tant que ville (town) en 1967.

## Démographie
| Année | Population |
| ----- | ---------- |
| 1911  | 100        |
| 1976  | 1 160      |
| 2006  | 1 003      |

## Annexe